# 히가시아와쿠라촌
히가시아와쿠라촌(東粟倉村)은 오카야마현 북동부에 존재했던 촌이다. 현재는 합병에 의해 미마사카시가 되었고, 구 촌사무소는 미마사카 시청 히가시아와쿠라 종합지소가 되었다.

## 지리
주고쿠 산지에 위치하며, 산림과 고원으로 차지하고 있다.마을의 동부, 효고현 시시아와군 지쿠사정(현 시소시)와의 경계에는 현내 최고봉인 고야마(1345m)가 있다. 미마사카가 관리하는 여인금제 수험도 영산이기도 하다. 

## 역사
- 1889년 6월 1일 - 정촌제 시행으로 요시노군 히가시이와쿠라촌이 되었다.
- 1900년 4월 1일 - 요시노군, 아이다군과 합병해 새로운 아이다군이 되었다.
- 2005년 3월 31일 - 가쓰타군 가쓰타정, 아이다군 미마사카정·오하라정·사쿠토정·아이다정과 합병해 미마사카시가 되었다.

## 교통

### 도로
- 국도 제429호선 (일본)(일본어판)